# Стоимен Никудински
Стоимен войвода е български хайдутин от XIX век.

## Биография
Роден е в мелнишкото село Никудин. Дълги години е пандурин (пазач) в Рилския манастир, заедно с Ильо войвода. След като Ильо става хайдутин, Стоимен е негов байрактар. По-късно Стоимен повежда самостоятелна дружина, но е тежко ранен. Ильо войвода го приема обратно в дружината си, излекува го и пак го прави байрактар. Не след дълго, той отново се отделя със своя дружина. Убит е през есента на 1860 година в отчаяна битка с турска потеря.

Макар и огорчен, Ильо войвода запазва добри чувства към него и през 1892 година споделя за него: 
| „ | Такива мъже като Стоимена сега са редки, ба кажи ги и няма. | “ |